# Attini
Anergatidini, Basicerotini, Blepharidattini, Cephalotini, Dacetini, Lenomyrmecini, Ochetomyrmecini, Phalacromyrmecini, Pheidolini
Tribu
Synonymes
- Anergatidini Emery, 1922
- Basicerotini Brown, 1949
- Blepharidattini Wheeler & Wheeler, 1991
- Cephalotini M. R. Smith, 1949
- Dacetini Forel, 1892
- Lenomyrmecini Bolton, 2003
- Ochetomyrmecini Emery, 1914
- Phalacromyrmecini Dlussky & Fedoseeva, 1988
- Pheidolini Emery, 1877

Les Attini sont une tribu de fourmis (Formicidae) de la sous-famille des Myrmicinae.

## Présentation
Des espèces fossiles ont été trouvées dans les genres Acanthognathus, Apterostigma, Cephalotes, Cyphomyrmex, Pheidole, Strumigenys et Trachymyrmex.
Les fourmis des genres Atta et Acromyrmex sont des fourmis coupe-feuille qui cultivent des champignons qui produisent des gongylidia, des renflements riches en nutriments dont les fourmis se nourrissent.

## Synonymes
Cette tribu a de nombreux synonymes.
- Anergatidini Emery, 1922
- Basicerotini Brown, 1949
- Blepharidattini Wheeler & Wheeler, 1991
- Cephalotini M. R. Smith, 1949
- Dacetini Forel, 1892
- Lenomyrmecini Bolton, 2003
- Ochetomyrmecini Emery, 1914
- Phalacromyrmecini Dlussky & Fedoseeva, 1988
- Pheidolini Emery, 1877

## Genres
Acanthognathus - 
Acromyrmex - 
Allomerus - 
Apterostigma - 
Atta - 
Basiceros - 
Blepharidatta - 
Cephalotes - 
Chimaeridris - 
Colobostruma - 
Cyatta - 
Cyphomyrmex - 
Daceton - 
Diaphoromyrma - 
Epitritus - 
Epopostruma - 
Eurhopalothrix - 
Ishakidris - 
Kalathomyrmex - 
Kyidris - 
Lachnomyrmex - 
Lenomyrmex - 
Mesostruma - 
Microdaceton - 
Mycetagroicus - 
Mycetarotes - 
Mycetophylax - 
Mycetosoritis - 
Mycocepurus - 
Myrmicocrypta - 
Ochetomyrmex - 
Octostruma - 
Orectognathus - 
Paramycetophylax - 
Phalacromyrmex - 
Pheidole - 
Pilotrochus - 
Procryptocerus - 
Protalaridris - 
Pseudoatta - 
Rhopalothrix - 
Sericomyrmex - 
Strumigenys - 
Talaridris - 
Trachymyrmex - 
Tranopelta - 
Wasmannia - 
†Attaichnus